# Un posto sulla terra
Un posto sulla terra (Mesto na zemle), conosciuto anche col titolo L'ultimo posto sulla terra, è un film del 2001 diretto da Artur Aristakisjan. È stato presentato nella Quinzaine des Réalisateurs del 54º Festival di Cannes.

## Trama
Il film racconta le vicende di una comunità singolare che si può ricollegare a movimenti spontanei, ambienti di ispirazione hippy, come pure a primordiali comunità religiose. Il gruppo vive in un diroccato edificio abbandonato moscovita, con l'idea di dare tutto a tutti, amore compreso, principalmente ai più diseredati, emarginati e ai senza casa della metropoli. Il fondatore della comunità è un personaggio fortemente carismatico con una visione sociale estrema, un po' profeta un po' predicatore. L'uomo si rivela nel corso della vicenda piuttosto ambiguo; sebbene ispirato da ideali apparentemente di condivisione totale, di risorse materiali e affettive, e senza alcun tipo di limitazione o inibizione, soffre della perdita di autorità e non riesce a rimanere coerente con i principi da lui stesso propugnati. Questo avviene per una sua infatuazione nei confronti di una frequentatrice della comunità, ma di estrazione sociale assolutamente disomogenea dal resto del gruppo, e che diverrà sua compagna prediletta. La cosa, per la reazione autopunitiva del mistico, avrà conseguenze drammatiche, su di sé e sul futuro comune di tutti gli altri.

## Critica
L'opera è caratterizzata da una fotografia in bianco e nero dai contrasti accentuati, nonché da toni narrativi fortemente drammatici. Il film è di forte impatto emotivo, e si caratterizza per inquadrature fortemente simboliche. 
L'opera si connota per le inquadrature di forte impatto, chiamate a volte cine-pugno, e ricorda film dei maestri del cinema del primo quarto del 1900, primo fra tutti Ėjzenštejn, autore in cui il regista afferma però di non riconoscersi. Aristakisjan ha un approccio artistico assolutamente personale, e prende come parziale ispirazione i capolavori del neorealismo italiano e quelli di Pier Paolo Pasolini.

## Distribuzione
In Italia è stato distribuito in video da Rarovideo col titolo L'ultimo posto sulla terra.

## Riconoscimenti
- 2001 - Festival Internazionale del cinema di Karlovy Vary
  - Premio Philip Morris
- 2004 - Yerevan International Film Festival
  - Premio speciale della giuria